# Juvénal Viellard
Pour les articles homonymes, voir Viellard-Migeon.
François Christophe Nicolas Juvénal Viellard-Migeon, usuellement appelé Juvénal Viellard, est un homme politique français, né à Belfort (Haut-Rhin) le 21 novembre 1803 et mort à Giromagny (Arrondissement subsistant du Haut-Rhin) le 2 octobre 1886. Il a été député au Corps législatif de 1869 à 1870, et sénateur de 1876 à 1886. Il était aussi maître de forges à Morvillars et conseiller général du canton de Delle (Haut-Rhin puis Arrondissement subsistant du Haut-Rhin, aujourd'hui Territoire de Belfort) de 1848 à 1886.

## Biographie
Opposant à l'Empire, il perd en 1857 ses fonctions de maire de Delle pour avoir combattu le candidat officiel, mais il est élu, le 24 mai 1869, comme candidat indépendant, député de la 3e circonscription du département du Haut-Rhin au Corps législatif. 
Il prend place dans le tiers-parti, signe l'interpellation des 116, vote pour la déclaration de guerre à la Prusse, et rentre dans la vie privée au 4 septembre 1870. 
Candidat aux élections du 8 février 1871 dans le département du Haut-Rhin, il n'est pas élu.
Lors des élections sénatoriales du 30 janvier 1876, il posa sa candidature dans le territoire de Belfort, puis la retire devant celle d'Adolphe Thiers, qui fut élu. Mais, après l'option de Thiers pour un siège de député, Viellard-Migeon se porte de nouveau candidat, et est élu. 
Il siège à la droite du Sénat, se prononce pour la dissolution de la Chambre (1877), contre le ministère Dufaure, contre l'article 7 de la loi Ferry. 
Il est réélu le 8 janvier 1882 et vote contre les ministères républicains qui se succédèrent au pouvoir, contre la réforme judiciaire, contre le divorce, contre les crédits du Tonkin.
Il est le créateur de la société Viellard-Migeon et Cie qui existe encore à ce jour.
Il meurt en 1886. 
Il est le gendre de Jean-Baptiste Migeon.